# Karen Bradley

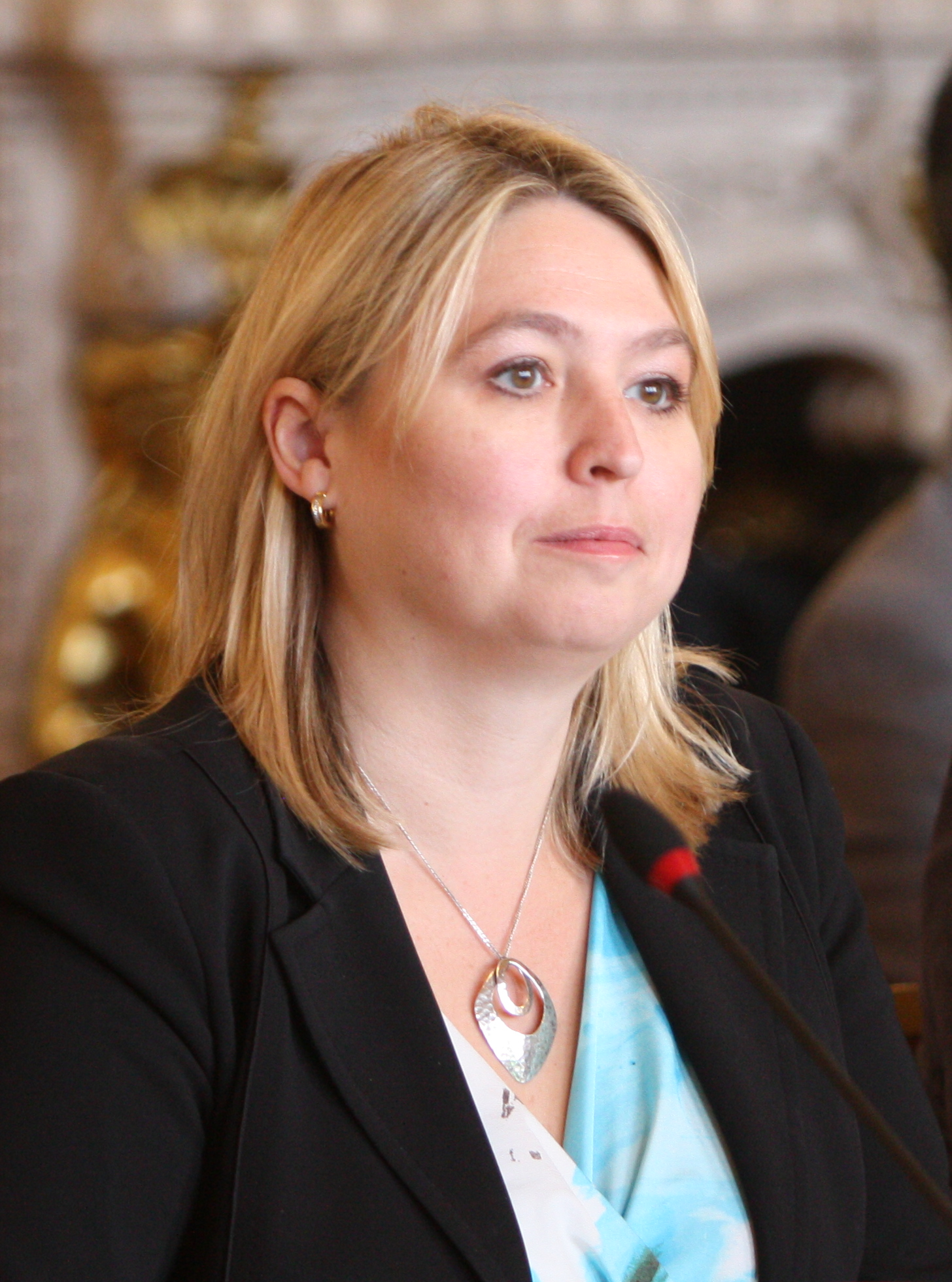
Karen Bradley, 2014

Dame Karen Anne Bradley (geborene Howarth, * 12. März 1970 in Newcastle-under-Lyme) ist eine britische Politikerin der Conservative Party und frühere Managementberaterin. Seit 2010 ist sie Abgeordnete im House of Commons. Sie bekleidete verschiedene Ministerposten und war vom 8. Januar 2018 bis zum 24. Juli 2019 Minister für Nordirland.

## Kindheit und Karriere
Bradley wurde in Newcastle-under-Lyme geboren. Ihre Familie zog nach Buxton (Derbyshire) und sie absolvierte die Buxton Girls’ School und das Imperial College London mit einem Abschluss als Bachelor of Science  in Mathematik.
Neben Stationen bei verschiedenen Beratungsfirmen als Chartered Accountant (Wirtschaftsprüfer) und Chartered Tax Adviser (Steuerberater) von 1991 bis 2004 und 2007 bis 2010 war sie 2004 bis 2007 als Finanzberaterin selbständig.

## Politische Karriere
Bradley ist seit der britischen Unterhauswahl 2010 für den Wahlkreis Staffordshire Moorlands Abgeordnete im House of Commons (MP). Sie arbeitete in verschiedenen Ausschüssen, bevor sie 2014 Staatssekretär (Junior Minister) im Innenministerium wurde. Im Juli 2016 wurde sie Ministerin für Kultur, Medien und Sport im Kabinett May I. Im Rahmen der Kabinettsumbildung 2018 wurde Bradley Minister für Nordirland.
2023 wurde sie in Anerkennung ihrer öffentlichen und politischen Verdienste als Dame Commander des Order of the British Empire (DBE) geadelt.

## Privates
Sie ist mit Neil Bradley verheiratet und hat zwei Söhne.